# 黎巴嫩共产党
黎巴嫩共产党（罗马化：Hizbu-sh-shuy‘uī-l-lubnānī），简称黎共（PCL），是黎巴嫩的一个共产主义政党。该党成立于1944年，前身是成立于1924年的以“黎巴嫩人民党”名义活动的敘利亞和黎巴嫩共產黨黎巴嫩分支。1948年，黎巴嫩共产党被当局宣布为非法。1970年，黎共取得合法地位。1960年代后期，约有党员3000人。1970年代初期，该党组建民兵组织人民卫队，成员多达7000，在黎巴嫩内战中扮演了重要角色。现任总书记是汉纳·加里卜。
黎巴嫩共产党是黎巴嫩“唯一在18个教派中均有党员的政党”。
在2022年黎巴嫩大选中，该党支持的独立候选人埃利亚斯·贾拉德当选黎巴嫩议会议员。